# Петко Великов
Петко Великов Кондев е български инженер и кмет на Ловеч.

## Биография
Петко Великов е роден на 10 октомври 1928 г. в с. Горно Павликене, Ловешко. През 1946 г. Завършва Народна мъжка гимназия „Христо Кърпачев“ (Ловеч) (1946), инженерната специалност „Механична обработка на дървесината“ в Лесотехнически институт, София (1953) и курс във Висшата партийна школа, София (1968). Член на Околийския комитет на Работническия младежки съюз и Съюза на народната младеж, Ловеч (1947 – 1948).
Началник смяна, началник цех и главен инженер в ДИП „Димо Димов“, Благоевград. Началник цех и главен инженер в ДИП „Цвятко Радойнов“, с. Горно Сахране, Казанлъшко (1949 – 1962).
Инструктор, завеждащ сектор, завеждащ отдел (1962 – 1971) и секретар (1971 – 1979) в Окръжния комитет на Българската комунистическа партия, Ловеч. Председател на Изпълнителния комитет на Градския народен съвет, Ловеч (1979 – 1989). Член на бюрото на Окръжния комитет (1971 – 1987), Градския комитет (1987 – 1990) на Българската комунистическа партия, Ловеч. Член на изпълнителния комитет на Окръжен народен съвет (1979 – 1987), Областния народен съвет (1987 – 1990), Ловеч. Председател на Окръжния съвет на Българския ловно-рибарски съюз, Ловеч (1971 – 1989).

## Награди
- Орден „9.IХ.1944“ I ст.
- Орден „НРБ“ II ст.
- Възпоменателни медали.
- Значка на Научно-техническите съюзи (НТС) II ст.
- Заслужил деятел на Българския ловно-рибарски съюз.